# Smyrna (Tennessee)
Smyrna è una città degli Stati Uniti d'America, situata nello Stato del Tennessee, nella contea di Rutherford. Vi è nato il pugile Adam Richards e vi è morto il cantautore Townes Van Zandt.